# Natalus mexicanus
Natalus mexicanus es una especie de murciélago que pertenece a la familia Natalidae. Es nativo de México y América Central.

## Distribución
Su área de distribución incluye México, Guatemala, Belice, El Salvador, Honduras, Nicaragua, Costa Rica, Panamá. Su rango altitudinal oscila entre zonas bajas y 2400 m s. n. m.

## Conservación
Con base en el uso de microsatélites, se encontró que para Natalus mexicanus, el flujo génico contemporáneo es nulo entre grupos genéticos, a lo largo de su distribución en México. Estos hallazgos confirman que los efectos de la fragmentación del hábitat han comenzado a expresarse en las poblaciones y que la pérdida de bosques ya está construyendo barreras para el flujo genético contemporáneo (López-Wilchis et al., 2021).